# しばいぬ子さん
『しばいぬ子さん』は、竹書房『まんがくらぶオリジナル』および『まんがライフオリジナル』で連載されていたうずによる日本の4コマ漫画。

## 概要
茶子さん以外誰も犬の姿を気にしないしばいぬ子さんによる中学生の日常を描いたほんわか4コマ漫画。『まんがくらぶオリジナル』2010年8月号で読切掲載の後、2010年11月号より同誌最終号である2014年12月号まで巻末カラーで連載。また、『まんがライフオリジナル』でも2012年6月号で読切掲載の後、2012年9月号より2015年12月号まで連載された。『まんがライフ』2011年10月号や『まんがライフMOMO』2011年12月号-2012年2月号、「森田さんは無口。増刊号」などにもゲスト掲載されている。
2011年には『森田さんは無口。』の放送終了後の約30秒のインフォメーションコーナー『しばいぬ子さん情報コーナー』に起用。CMでの登場ながらニコニコ動画での配信にも登場しており、「資本主義の犬」なる愛称を付けられ人気を集めている。
2011年8月には竹書房公認ファンクラブ『しばいぬ子さん広め隊』を結成。会員は先着100名で会員証と大量のポケットティッシュも送られた。2011年10月号本誌での告知のほか、公式サイトでの特集コーナーの開設、情報コーナー内での告知も行われ、アニメ化の決定も告知されている。
2017年4月7日よりオープンした竹書房のウェブコミック配信サイト『まんがライフSTORIA´』にマスコットガールとして活動、『今週のしばいぬ子さん』が連載され、2019年7月26日まで連載された。

## 登場人物

### 主要人物
しばいぬ子さん
声 - 佐々木未来
普通の中学2年生だが、姿は柴犬の少女。茶子と優人以外は誰も不思議に思っていない。親に関しては最後まで登場しないが運動会の足跡から犬と考えられる。
本編中では普通に会話をしているが、枠枠や情報コーナーでは語尾に「-だワン♪」「-クゥ〜ン♪」とつける。
運動が苦手ですぐに息切れを起こす。一方で学業成績は非常に良く勉強を友人に教えることも。
容姿や性格から人気は高く、バレンタインデーでは彼女にチョコレートを渡す子も多い。
3月9日生まれ。
最後までその正体は不明。茶子達と一緒に高校生となる。
石橋 茶子（いしばし ちゃこ）
声 - 鈴木美咲
しばいぬ子さんの隣の席の同級生。準主人公と呼べる存在で、しばいぬ子さんに次いで出番が多い。
彼女からはしばいぬ子さんは読者同様セーラー服を着た犬に見えるが、他の人からは普通の女子中学生に見えているため言い出せずにいる。
クールな一面もあり、人間らしくない（犬らしくない）言動を見せるしばいぬ子さんに心の中でツッコミを入れる際は冷めた目をすることが多い。
なほ
声 - 杉本みくる
なぽりん。茶子としばいぬ子さんの同級生。あまり成績は良くないが前向きで明るい性格。巨乳。
その明るさに周囲が救われることもあり、しばいぬ子さんや茶子にとって気の置けない友人となっている。
石橋 優人
声 - 丸塚香奈
茶子の弟。ゆーちゃん。姉と同じくしばいぬ子さんが犬にしか見えない。しばいぬ子さんを犬として溺愛している。
当初は可愛がりたい対象として見ていたが、恋愛感情や欲情に発展し始めたため姉には心配されている。

### その他
保坂先生
声 - 森嶋秀太
男性教師。あだ名はホサマル。
熱血教師だが、彼女には恵まれておらず教え子からその件についてかわれたことも。
先生
声 - 高橋明日香
女性教師。
先輩
声 - 斎藤楓子
少年
声 - 徳井青空
フランダースの犬の劇でネロを演じた少年。
後輩
声 - 寺川愛美
苫篠 遥（とましの はるか）
声 - 橘田いずみ
しばいぬ子さんの人気に嫉妬して、『猫被っている』や『しばいい子ちゃん』という悪口を言って来た女子生徒。負けず嫌いな少女。
原作2巻で名前が判明する。3年生に進級してからしばいぬ子さん達のグループに入り、レギュラー化する。
黒柴 ケン（くろしば けん）
原作2巻で登場した、隣町の中学2年生。原作では出番がそこそこ多いキャラだがアニメ放映時はまだ登場していなかった。
見た目は黒い柴犬だが、しばいぬ子さん同様他の人からは人間の少年に見えている模様。
心優しい気さくな人物（？）で、しばいぬ子さん同様周囲から好かれている。
『ワンダフル』『ワンダーランド』等ワンとつく言葉を頻繁に使う癖があり、図書館でわざわざそれらの言葉を調べていたことも。

## 単行本
- うず『しばいぬ子さん』竹書房 バンブーコミックス、全4巻
  1. 2012年7月6日発売 ISBN 978-4-8124-7925-4
  2. 2013年7月19日発売 ISBN 978-4-8124-8354-1
  3. 2014年7月30日発売 ISBN 978-4-8124-8749-5
  4. 2016年6月27日発売 ISBN 978-4-8019-5379-6

## テレビアニメ
2012年4月から9月までTOKYO MXにて2分枠で放送された。ただし、情報コーナー、オープニング、エンドカードが入るため、本編は実質1話約1分間である。

### スタッフ
- 原作 - うず
- 監督・脚本・絵コンテ - ぴっぷや
- 演出 - 吉田正弘
- キャラクターデザイン・作画監督 - Manasita
- プロデューサー - 柴田洋史、石塚治寿、平田哲
- 音響演出 - 大室正勝
- 音響制作 - ダックスプロダクション
- 制作プロダクション - ドリームクリエイション
- アニメーション制作 - ダックスプロダクション、ホットライン
- 制作 - ドリームクリエイション、ダックスプロダクション、HOTLINE
- 製作著作 - 竹書房

### 主題歌
「しばいぬ子さんのうた」（第1-13話、第26話）
作詞・作曲・歌 - しばいぬ子さん（第1-13話）、茶子&なほ（第26話）
CDでは1番-50番まで収録。
「しばいぬ音頭」（第14-25話）
作詞 - RUCCA / 作曲・編曲 - 八木雄一 / 歌 - ぱぷりか feat.しばいぬ子さん
『ちとせげっちゅ!!』CDミニアルバムに収録。

### 各話リスト
| 話数     | サブタイトル     | しばいぬ子さん情報コーナー                                                 |
| -------- | ---------------- | -------------------------------------------------------------------------- |
| 第1ワン  | フツーの中学生?  | 『リコーダーとランドセル ド♪』Blu-ray&DVD                                  |
| 第2ワン  | 気になるお年頃   | 『およげ!たいやきくん』CDニューバージョン                                  |
| 第3ワン  | どうやるの?      | ねんどろいど 譲崎ネロ/コーデリア・グラウカ                                 |
| 第4ワン  | 最終兵器         | 食育入門DVDいただきますごちそうさま                                        |
| 第5ワン  | 未知との遭遇     | GOOD LUCK HUNTER 声優麻雀コロシアム                                        |
| 第6ワン  | 弟よ…            | 三国志 Three Kingdoms 公式朗読CD イベント開催                              |
| 第7ワン  | 名探偵いぬ子     | CDミニアルバム『Stare』                                                    |
| 第8ワン  | ほっとけない     | 『雑居時代』デジタルリマスター版DVD-BOX                                    |
| 第9ワン  | リアリズム       | 『リコーダーとランドセル ド♪&レ♪』一挙放送                                 |
| 第10ワン | 夕暮れの後悔     | 『リコーダーとランドセル ライヴ』開催決定!                                 |
| 第11ワン | お掃除し隊       | 『緋色の欠片』Blu-ray&DVD                                                  |
| 第12ワン | ぬかよろこび     | 『しばいぬ子さん』単行本発売決定!                                          |
| 第13ワン | あふれる想い     | 『ちとせげっちゅ!!』放送開始                                               |
| 第14ワン | 女神誕生         | 『リコーダーとランドセル レ♪』&『ゆるめいつ3でぃ』ブルーレイ&DVD           |
| 第15ワン | メッセージ       | アイドルDVD『今野杏南 あんちょびーむ』                                     |
| 第16ワン | 種類いろいろ     | 映画『おおかみこどもの雨と雪』                                             |
| 第17ワン | わるぐち         | CD『しばいぬ子さんのうた』                                                 |
| 第18ワン | 思いつき         | ビジュアルムック『Voice Angel』                                            |
| 第19ワン | 自由な研究       | 単行本『AGC38 Love Stories in 吉祥寺 チョコレート革命』                    |
| 第20ワン | 海岸物語         | 『隠密剣士』DVD-BOX                                                        |
| 第21ワン | 怪               | 緋色の欠片 季封村秋祭り                                                    |
| 第22ワン | 美術のじかん     | 『+チック姉さん』Blu-ray&DVD                                               |
| 第23ワン | 妄想少女         | DVD『麻雀最強戦2012 著名人代表決定戦 風神編』                              |
| 第24ワン | アニマケーション | DVD『けものとチャット』                                                    |
| 第25ワン | なんぞ           | 竹書房動物DVDシリーズ『カピバラ日和』                                      |
| 第26ワン | ともだち         | アニメ『しばいぬ子さん』最終回                                             |
| -        | -                | しばいぬ子さん情報コーナー2時間拡大スペシャル 『キングオブプロレスリング』 |
| -        | -                | しばいぬ子さん情報コーナーCM出張版 アニメ『しばいぬ子さん』DVD             |

### 放送局
| 放送地域 | 放送局             | 放送期間               | 放送時間           | 放送系列   | 備考                             |
| -------- | ------------------ | ---------------------- | ------------------ | ---------- | -------------------------------- |
| 東京都   | TOKYO MX           | 2012年4月1日 - 9月23日 | 日曜 22:27 - 22:29 | 独立局     | [ 注 4 ]                         |
| 日本全域 | ニコニコチャンネル | 2012年4月1日 - 9月23日 | 日曜 22:27 更新    | ネット配信 | 第1話無料 第2話以降1週間無料配信 |

| TOKYO MX 日曜 22:27–22:29枠       | TOKYO MX 日曜 22:27–22:29枠 | TOKYO MX 日曜 22:27–22:29枠 |
| 前番組                            | 番組名                      | 次番組                      |
| --------------------------------- | --------------------------- | --------------------------- |
| 輪廻のラグランジェ ※22:00 - 22:30 | しばいぬ子さん              | てーきゅう （第1期）        |

### 月刊しばいぬ子さん
テレビアニメに連動し、2012年4月5日21時00分よりバンブーちゃんねる（ニコニコ生放送）でレギュラー生番組『月刊しばいぬ子さん』を配信。毎月1、2回放送。出演は、佐々木未来、鈴木美咲、杉本みくる。

## しばいぬ子さん情報コーナー
『森田さんは無口。』から放送終了後約30秒の放送されたインフォメーションコーナー。その後の「竹書房アニメ」でも引き続き起用され、『リコーダーとランドセル ミ☆』までの2年3ヶ月に渡り放送された。2012年4月から9月までは竹書房アニメの内で週3本にまで放送が拡大した。コーナー内では情報がない週で「しばいぬ子さんのうた（仮）」（作詞・作曲 - しばいぬ子さん）なる曲も披露しており、本アニメでOPに採用されている。一度、アニたまが乗っ取られた仕返しにたまタン（声 - 橋本まい）が登場している『たまタンさん情報コーナー』として放送、またアニメの方で忙しく(?)しばP(竹書房)が出演する『しばPさん情報コーナー』や『みけねこ子さん情報コーナー』（声 - 徳井青空）なったこともある。『リコーダーとランドセル ミ☆』ではコーナーがリニューアルされしばいぬ子さんが竹書房プリントのTシャツを着ていた。2014年1月より『お姉ちゃんが来た』で復活、服装はセーラー服に戻っている。『あいまいみー -妄想カタストロフ-』第3話から販促ではなくにょぽみ先生のエピソードを語る「今週のちょぼらうにょぽみ」になっている。

### コーナー放送作品
コーナー内で紹介された作品は各作品を参照。
『森田さんは無口。』 / 『森田さんは無口。2』
2011年7月 - 2011年12月
『リコーダーとランドセル ド♪』 / 『リコーダーとランドセル レ♪』
2012年1月 - 2012年6月
『しばいぬ子さん』
2012年4月 - 9月
『ゆるめいつ 3でぃ』 / 『ゆるめいつ3でぃPLUS』
2012年4月 - 9月
『ちとせげっちゅ!!』
2012年7月 - 12月
『ちょぼらうにょぽみ劇場 あいまいみー』
2013年1月 - 3月
『スパロウズホテル』
2013年4月 - 6月
『リコーダーとランドセル ミ☆』
2013年7月 - 9月
『お姉ちゃんが来た』
2014年1月 - 3月
『ちょぼらうにょぽみ劇場第二幕 あいまいみー -妄想カタストロフ-』
2014年7月 - 9月

### その他CM
2018年1月より放送されている『ラーメン大好き小泉さん』の番組内で流れる『まんがライフSTORIA´』のCMに、しばいぬ子さんが登場している。